# Louis Mottiat
Louis Mottiat, né le 8 juillet 1888 à Bouffioulx (Châtelet, Belgique) et mort le 5 juin 1972, est un coureur cycliste belge. C'est un des plus grands champions wallons de cyclisme.

## Biographie

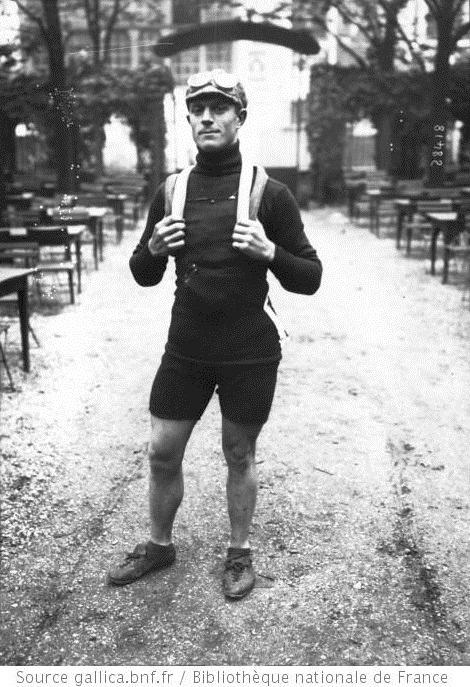
Louis Mottiat avant le départ de Paris-Tours en 1913.

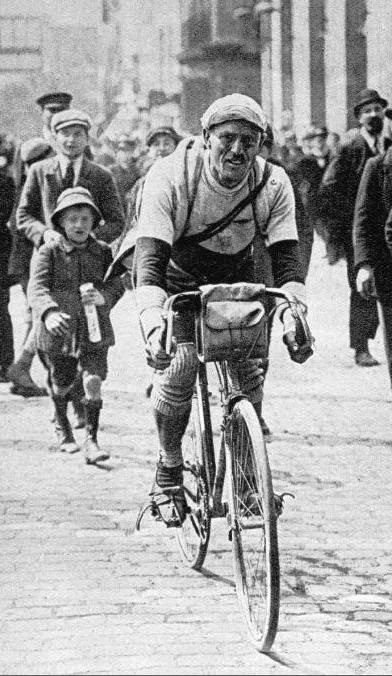
Louis Mottiat sur le Paris-Brest-Paris 1921.

Cycliste professionnel de 1912 à 1925, Louis Mottiat est un routier complet et endurant. À ses débuts en 1912, il remporte une étape du Tour de France dans les Pyrénées (étape de Bayonne à Luchon). L'année suivante, il est battu au sprint à plusieurs reprises et se classe deuxième de Milan-San Remo, quatrième de Paris-Roubaix et cinquième de Paris-Tours. Il remporte néanmoins Bordeaux-Paris, la course la plus importante de l'époque, avec huit minutes d'avance. Plus à l'aise dans les courses difficiles demandant de l'endurance, il gagne en 1914 la classique Paris-Bruxelles pour l'équipe « Alcyon ». Cette édition de Paris-Bruxelles ne voit arriver que dix concurrents sous la pluie. La même année, il s'impose dans quatre étapes du Tour de Belgique et finit premier du classement général. La Première Guerre mondiale l'oblige à mettre entre parenthèses ses exploits sportifs mais dès 1920, il recommence de nouveau à gagner des courses d'importance. Il s'adjuge ainsi à 31 ans le Tour de Belgique et le Critérium des As (ou Critérium de la résistance). Ce dernier se roule sur un parcours Bordeaux-Paris-Bordeaux de 1 208 km sur lequel Mottiat termine avec une heure et 44 minutes d'avance en 56 heures et 48 minutes. En 1921, il remporte Liège-Bastogne-Liège et Paris-Brest-Paris, une course disputée tous les dix ans sur 1 200 km. L'année 1922 le voit triompher à nouveau dans Liège-Bastogne-Liège. Son palmarès de classiques s'achève en 1924 par une victoire sur Paris-Tours. Il gagna également huit étapes du Tour de France, la plupart après la Première Guerre mondiale. Nonobstant une réputation de joyeux drille et de sportif peu respectueux des interdits incombant à un professionnel, Louis Mottiat a réalisé une carrière exceptionnelle faisant de lui le coureur belge wallon le plus couronné de la première moitié du XXe siècle.
Louis Mottiat, dans les années 1950, était gérant d'une petite station service et d'un dépôt de bouteilles de gaz entre Bruxelles et Charleroi, à Baisy-Thy. Il « faisait » aussi un peu le taxi au noir avec une voiture d'avant guerre[réf. nécessaire].

## Palmarès

### Palmarès amateur
| - 1910 - Bruxelles-Paris - 3e étape du Tour de Belgique amateurs | - 1911 - 5e et 6e étapes des Huit Jours d'Alcyon |

### Palmarès professionnel
| - 1912 - Paris-Calais - 10e étape du Tour de France - 6e de Liège-Bastogne-Liège - 1913 - Bordeaux-Paris - 2e de Milan-San Remo - 4e de Paris-Roubaix - 5e de Paris-Tours - 1914 - Paris-Bruxelles - Tour de Belgique : - Classement général - 2e, 3e, 5e et 7e étapes - 3e du championnat de Belgique sur route - 3e de Paris-Roubaix - 9e de Bordeaux-Paris - 1919 - 3e du championnat de Belgique sur route - 5e de Paris-Bruxelles - 1920 - Tour de Belgique : - Classement général - 2e et 5e étapes - Bordeaux-Paris-Bordeaux - 1re étape du Tour de France - 2e du championnat de Belgique sur route - 2e de Paris-Bruxelles - 3e de Bordeaux-Paris - 5e du Tour des Flandres | - 1921 - Liège-Bastogne-Liège - Paris-Brest-Paris - 1re, 4e, 5e et 7e étapes du Tour de France - 2e de Paris-Tours - 3e du championnat de Belgique sur route - 5e du Tour des Flandres - 1922 - Liège-Bastogne-Liège - Circuit de la Meuse - 2e de Bordeaux-Paris - 2e du Critérium des As - 2e du Circuit du Midi - 1923 - 3e de Bordeaux-Paris - 1924 - Paris-Tours - 8e étape du Tour de France - 5e du Tour de Belgique - 1925 - 3e étape du Tour de France - 8e du Tour du Pays basque |

## Résultats sur le Tour de France
Louis Mottiat fait partie des coureurs ayant remporté au moins deux étapes du Tour de France sur plus de dix années.
- 1912 : non partant (11e étape), vainqueur de la 10e étape
- 1913 : abandon (7e étape)
- 1914 : abandon (9e étape)
- 1919 : abandon (7e étape)
- 1920 : abandon (9e étape), vainqueur de la 1re étape,  maillot jaune pendant 1 jour
- 1921 : 11e, vainqueur des 1re, 4e, 5e et 7e étapes,  maillot jaune pendant 1 jour
- 1924 : 18e, vainqueur de la 8e étape
- 1925 : 31e, vainqueur de la 3e étape